# Otto Eckmann
Otto Eckmann (n. 19 noiembrie 1865, Hamburg – d. 11 iunie 1902, Badenweiler) a fost un pictor și artist grafic german. El a fost un membru proeminent al ramurii „florale” a curentului Jugendstil. El a creat setul de caractere Eckmann, bazat pe caligrafia japoneză.

## Biografie
Otto Eckmann s-a născut în Hamburg, în 1865. A primit inițial o educație profesională de vânzător, apoi a studiat la Kunstgewerbeschule din Hamburg și Kunstgewerbeschule din Nürnberg. A studiat între 1885 și 1890 la Academia din München. Deși nu a fost lipsit de succes ca pictor, Eckmann a renunțat în 1894 pictură (și a scos la licitație lucrările sale) pentru a se concentra pe designul aplicat. El a început să producă grafică pentru revistele Pan, în 1895, și Jugend, în 1896. A conceput, de asemenea, coperte de carte pentru editorii Cotta, Diederichs, Scherl și Seemann, precum și sigla editurii S. Fischer Verlag.
Ca angajat al Kunstwebschule Scherrebek, el a creat țesătura ornamentală de perete Fünf Schwäne (în română Cinci lebede), „una din stemele Jugendstilului”, foarte cunoscută și adesea parodiată.
În 1897 a predat pictură ornamentală la Unterrichtsanstalt des Königlichen Kunstgewerbemuseums, în Berlin. În 1899, Otto Eckmann a proiectat sigla revistei Die Woche. Din 1900 în 1902, Eckmann a lucrat ca grafician pentru Allgemeine Elektrizitätsgesellschaft (AEG). În acest timp, el a creat fonturile Eckmann (în 1900) și Fette Eckmann (în 1902), probabil cele mai cunoscute fonturi Jugendstil, încă în uz în zilele noastre.
Eckmann a murit pe 11 iunie 1902, la Badenweiler (Germania).

## Galerie

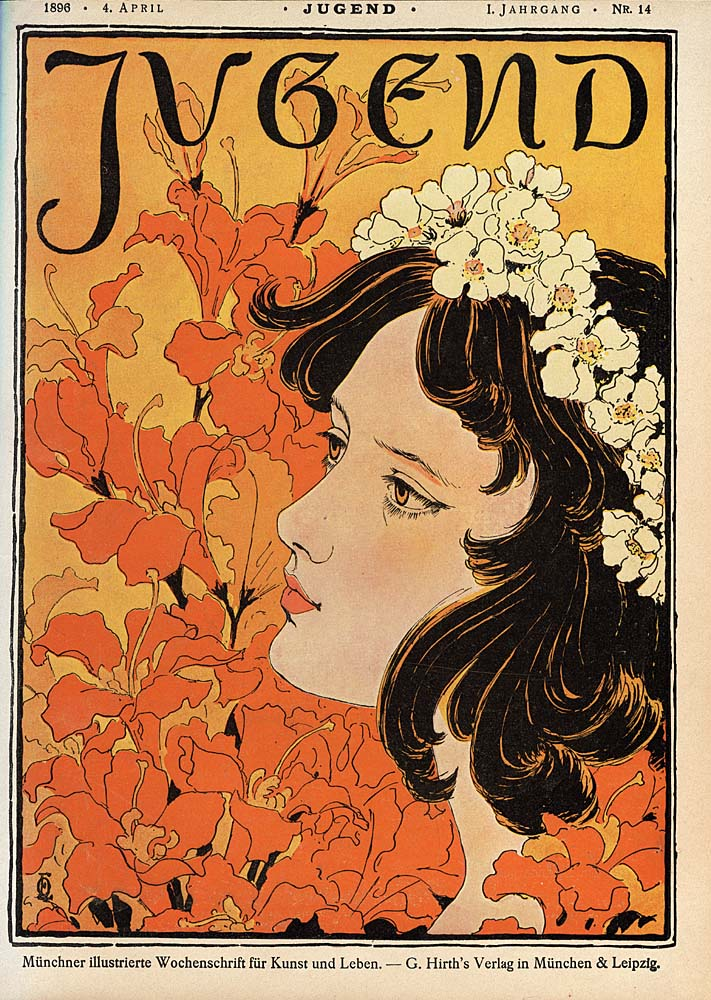
Coperta revistei Jugend. Concepută de Otto Eckman, 1896
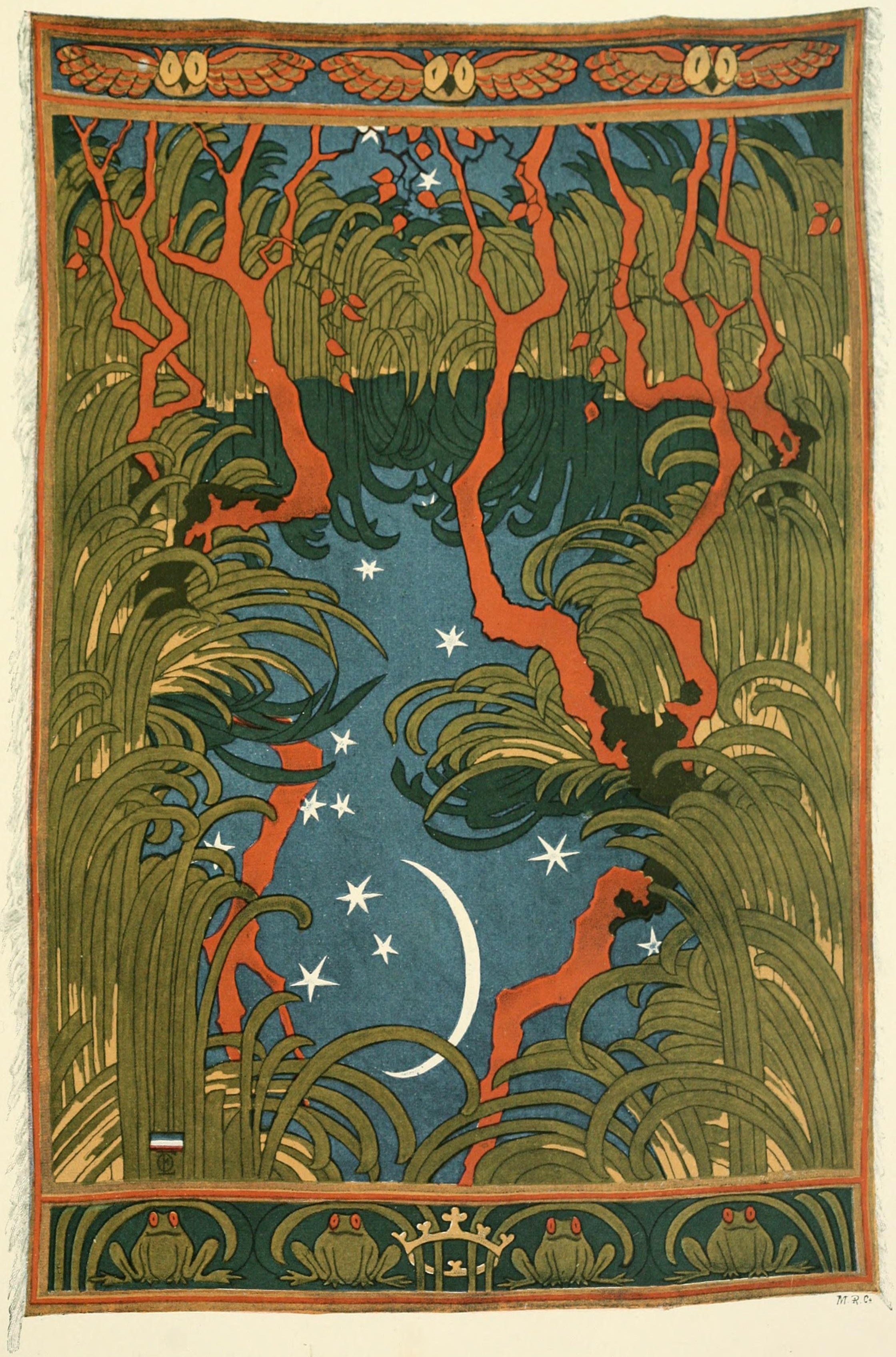
Waldteich
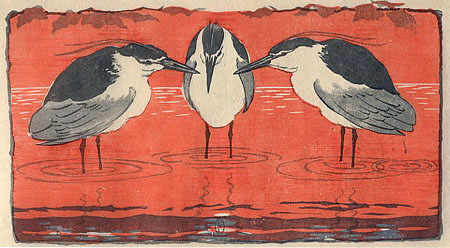
Nachtreiher, gravură, 1896
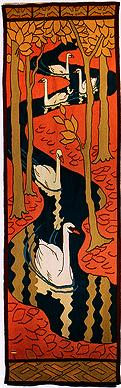
Fünf Schwäne (română Cinci lebede), 1897
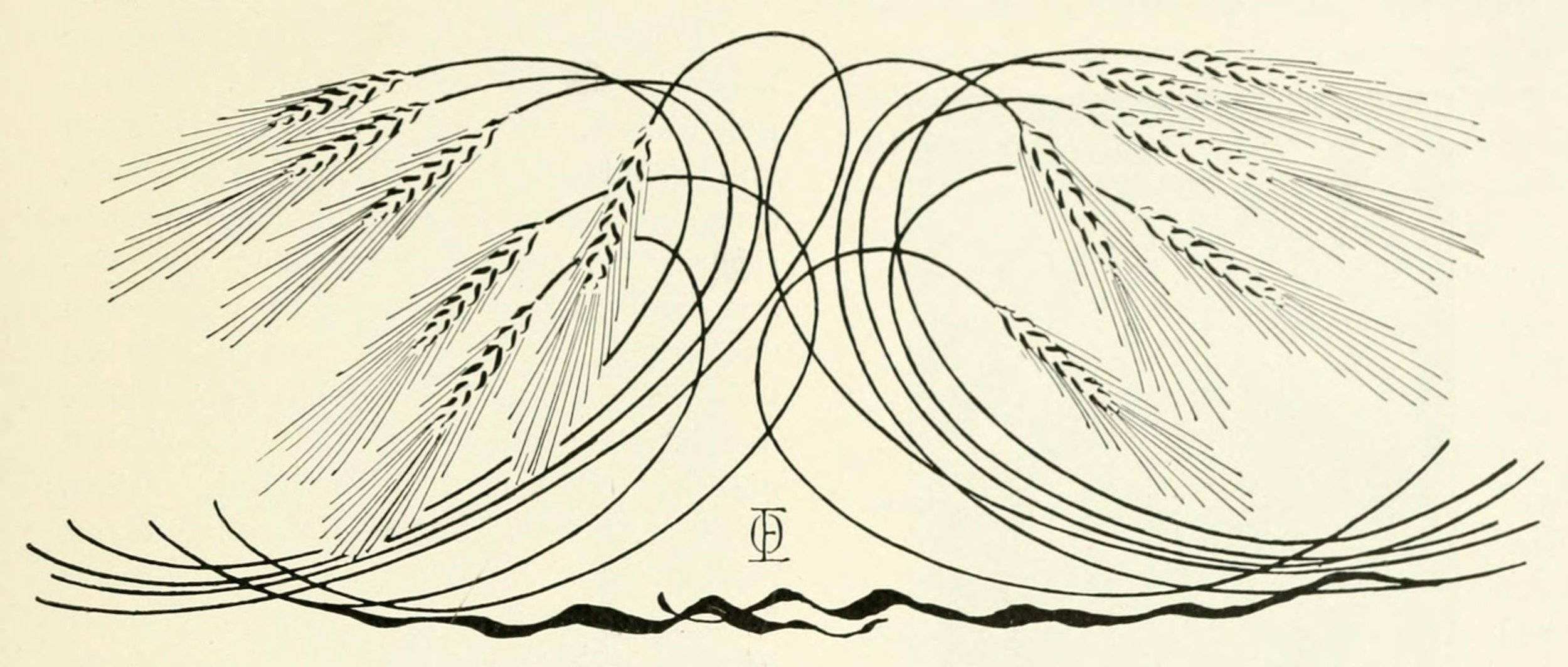
Blé